# جین نواک
جین نواک (انگلیسی: Jane Novak؛ ‏ ۱۲ ژانویهٔ ۱۸۹۶ – ۳ فوریهٔ ۱۹۹۰) بازیگر و مؤلف اهل ایالات متحده آمریکا بود.
از فیلم‌هایی که وی در آن نقش داشته‌است، می‌توان به ویلی پارک را اداره می‌کند، تنزل اخلاقی متظاهر، ولگرد، بازیگران مشتاق، خبرنگار خارجی، الهه‌های انتقام، استادهای آمریکایی، بربرها، بوسه، از سواحل ایتالیا و خشم صحرا اشاره کرد.